# Удаљена страна Мјесеца
Удаљена страна Мјесеца је хемисфера Мјесеца која је увијек окренута од Земље. Терен на удаљено страни је нераван због мноштва ударних кратера и релативно равних лунарних мора. Има један од највећих кратера у Сунчевом систему, басен Јужни пол—Ејткен. Обје стране Мјесеца су наизмјенично обасјане сунчевом свјетлошћу у трајању од двије недјеље, а након тога слиједе двије недјеље ноћи; за удаљену страну Мјесеца се понекад користи и назив „тамна страна Мјесеца”, што значи да је невидљива, а не да јој недостаје свијетлости.
Око 18% удаљене стране је повремено видљиво са Земље због либрације. Осталих 82% остало је невидљиво до 1959. године, када је свемирска сонда Луна 3 фотографисала и тај дио. Совјетска академија наука је објавила први атлас удаљене стране Мјесеца 1960. године. Астронаути Апола 8 су били први људи који су видјели удаљену страну голим оком, када су орбитирали око Мјесеца 1968. године. Сва мека слетања на површину Мјесеца са људском посадом или без ње изведена су на ближој страни, све до 3. јануара 2019. године када је кинеска свемирска летјелица Ченг’е 4 слетјела на удаљену страну.
Астрономи су предлагали постављење великог радио-телескопа на удаљену страну, како би је Мјесец штитио од могуће радио сметње са Земље.